# Белспрінг (Вірджинія)
Белспрінг (англ. Belspring) — переписна місцевість (CDP) в США, в окрузі Пуласкі штату Вірджинія. Населення — 204 особи (2020).

## Географія
Белспрінг розташований за координатами 37°11′43″ пн. ш. 80°36′45″ зх. д. / 37.19528° пн. ш. 80.61250° зх. д. (37.195413, -80.612423).  За даними Бюро перепису населення США в 2010 році переписна місцевість мала площу 2,49 км², з яких 2,48 км² — суходіл та 0,01 км² — водойми.

## Демографія
Згідно з переписом 2010 року, у переписній місцевості мешкало 256 осіб у 110 домогосподарствах у складі 69 родин. Густота населення становила 103 особи/км².  Було 121 помешкання (49/км²).
Расовий склад населення:
| - 98,4 % — білих - 0,4 % — чорних або афроамериканців - 0,4 % — азіатів |

До двох чи більше рас належало 0,4 %. Частка іспаномовних становила 0,0 % від усіх жителів.
За віковим діапазоном населення розподілялося таким чином: 24,6 % — особи молодші 18 років, 59,4 % — особи у віці 18—64 років, 16,0 % — особи у віці 65 років та старші. Медіана віку мешканця становила 41,7 року. На 100 осіб жіночої статі у переписній місцевості припадало 73,0 чоловіків;  на 100 жінок у віці від 18 років та старших — 82,1 чоловіків також старших 18 років.
Цивільне працевлаштоване населення становило 83 особи. Основні галузі зайнятості: виробництво — 42,2 %, оптова торгівля — 28,9 %, будівництво — 28,9 %.